# Stazione di Harrow & Wealdstone
La stazione di Harrow & Wealdstone è una stazione situata sul confine tra il quartiere di Wealdstone e quello di Harrow, nel borgo londinese di Harrow. È servita dai servizi dalla metropolitana di Londra e da treni suburbani transitanti sulla linea lenta per Watford.

## Storia

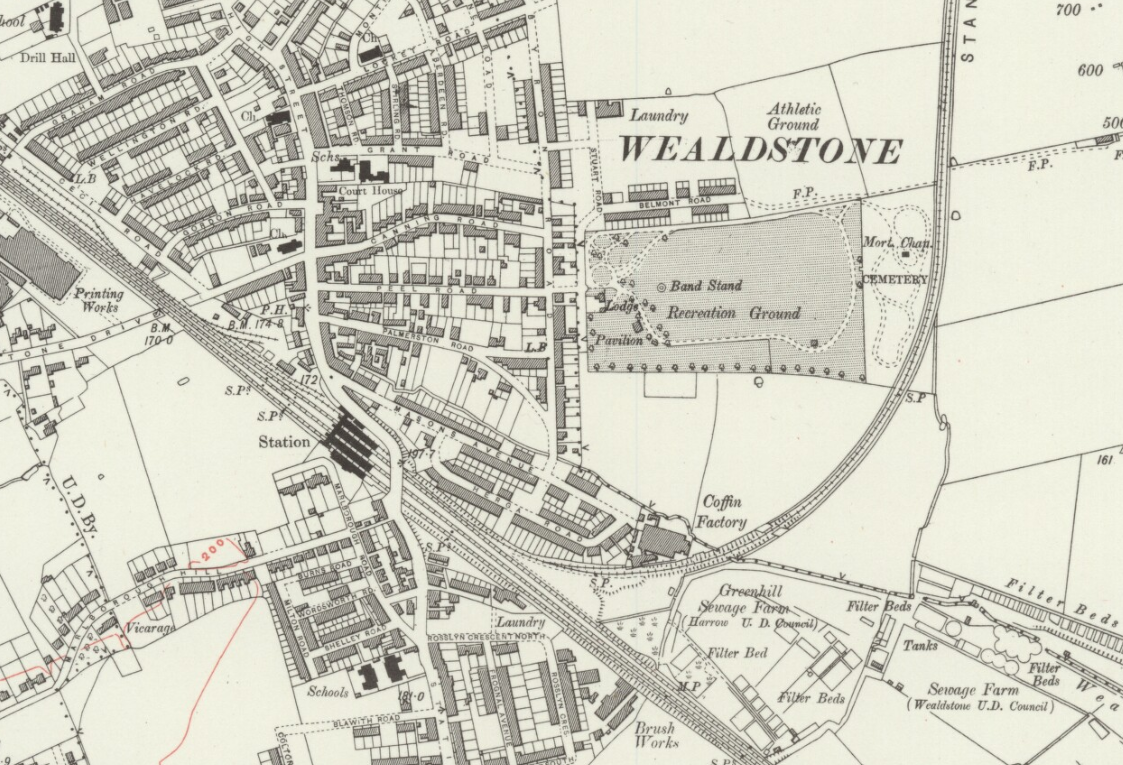
Stazione di Harrow & Wealdstone nel 1916

La stazione venne aperta dalla London and Birmingham Railway (L&BR), con il nome di Harrow, il 20 luglio 1837, in quello che era all'epoca il rurale Middlesex. All'epoca della costruzione, la zona era circondata da campi coltivati e l'insediamento di grandi dimensioni più vicino era Harrow on the Hill, a circa 2,4 km a sud. Wealdstone era costituita da un gruppo di case a nord di quella che oggi è Wealdstone High Street, a circa 1,6 km a nord della stazione. Gli edifici siti sul lato sud-ovest (Harrow) sono la parte più vecchia della stazione, che si trova accanto a quelle che erano le linee veloci fino a quando le piattaforme venivano utilizzate per la Euston a Watford DC Line e per le linee principali reinstradate attraverso le precedenti piattaforme delle linee lente e le nuove piattaforme (5 e 6) a nord-est; un nuovo, più grande, edificio è stato eretto sul lato verso Wealdstone. La passerella fu originariamente costruita con una barriera centrale a tutta altezza con i passeggeri che utilizzavano il lato "Londra" e il personale postale utilizzava il lato "paese" per spostare le merci e la posta tramite ascensori che sono stati rimossi nei primi anni 1970, lasciando due montacarichi che servono le piattaforme della linea DC per il traffico postale rimanente.
Il 18 dicembre 1890, venne aperta una breve diramazione dalla London and North Western Railway (LNWR, che aveva sostituito la L&BR) per Stanmore a nord-est della linea principale. Nel 1932 venne costruita una fermata intermedia (Belmont) per servire le zone residenziali in via di sviluppo. Il treno era conosciuto affettuosamente come il "Belmont Rattler".
Dalla fine del XIX secolo, Wealdstone si sviluppò e la stazione prese in nome attuale, il 1º maggio 1897, per indicare più accuratamente la località.
Il 16 aprile 1917, i servizi della linea Bakerloo vennero estesi da Willesden Junction a Watford Junction sulla nuova linea elettrificata (la "Nuova linea", in origine a vapore) chiamata Harrow & Wealdstone da allora.
Il 15 settembre 1952, il servizio passeggeri per Stanmore - da allora rinominato Stanmore Village per evitare confusioni con il servizio Metropolitan Railway (poi Bakerloo e ora Jubilee) aperto nel 1934 - venne soppresso. Il traffico merci (particolarmente l'immagazzinamente delle babane) continuò sporadicamente fino al 1965.

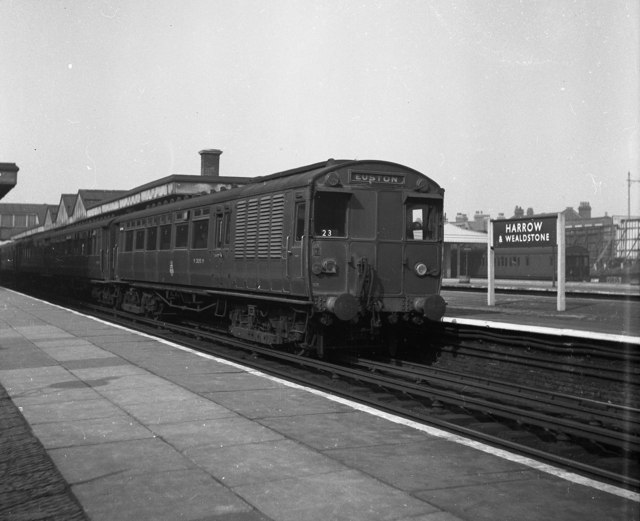
Treno elettrico Oerlikon a Harrow & Wealdstone, 11 marzo 1956

Durante i primi anni 1960, a seguito della elettrificazione della West Coast Main Line, il ponte della strada A409, che passa sopra la ferrovia, è stato ricostruito per alleviare le forti pendenze stradali e offrendo spazio maggiore sopra i binari per consentire il cablaggio elettrico.
Il 5 ottobre del 1964, tutti i servizi sulla linea diramazione Belmont vennero soppressi come parte dei tagli di Beeching. I binari nord della stazione di Harrow e Wealdstone vennero rimossi, ma la piattaforma in disuso 7 sul lato orientale della stazione venne lasciata al suo posto come binario morto per pochi altri anni.
Il 24 settembre 1982 vennero sospesi i servizi sulla Bakerloo vennero sospesi in concomitanza con la disattivazione della stazione di Stonebridge Park. Tuttavia, la chiusura fu di breve durata, e la linea venne ripristinata il 4 giugno 1984 con la stazione che fungeva da capolinea.
Nel 1990, a seguito della completa ristrutturazione delle strade locali per evitare l'attraversamento di High Street, Wealdstone ebbe una nuova strada (Ellen Webb Drive) che attraversava ciò che rimaneva della zona merci della stazione e parte del piazzale dell'ingresso orientale (1917).

### Incidenti

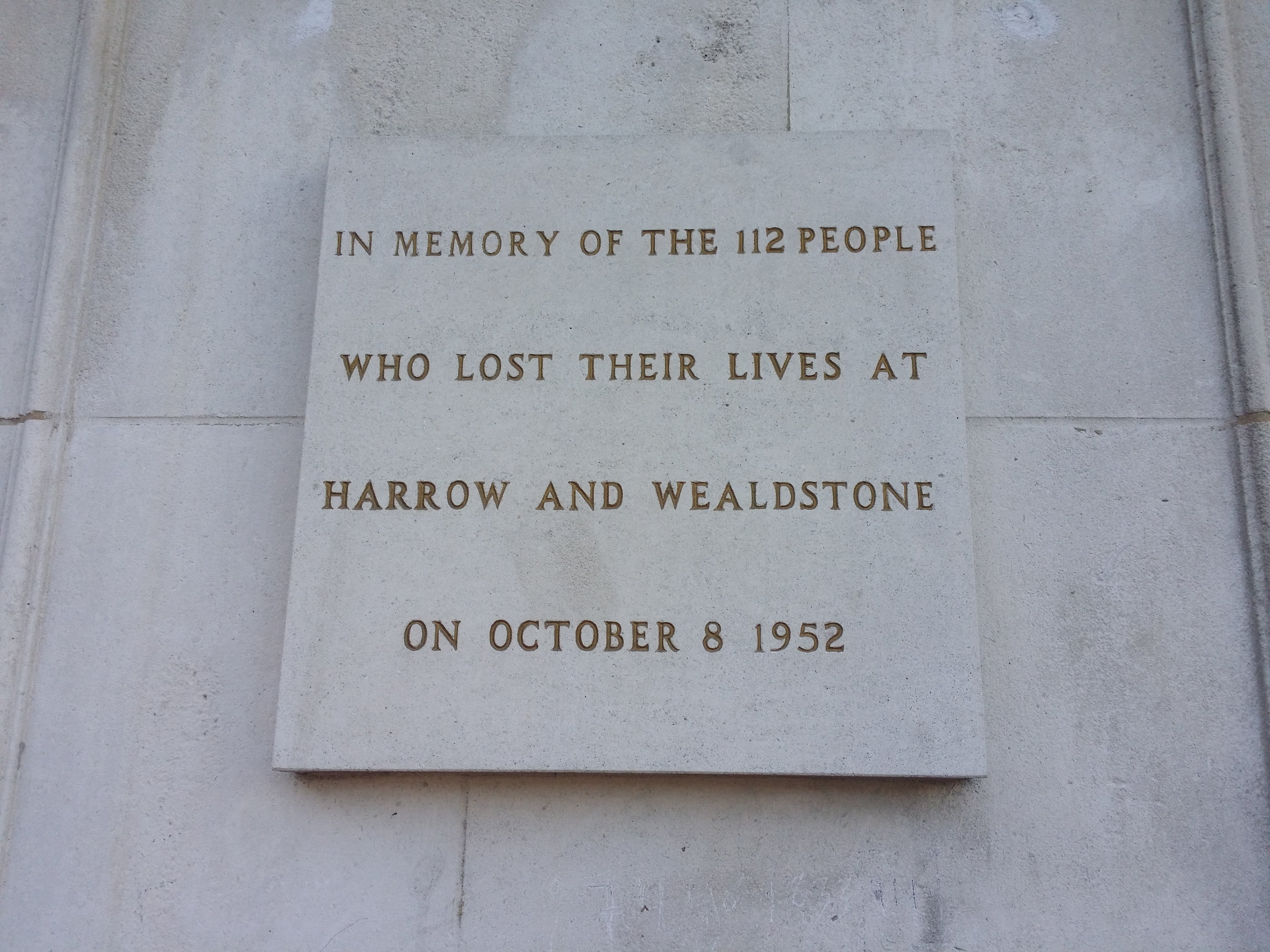
Targa monumentale all'incidente maggiore del 8 ottobre 1952 all'esteriore della stazione

L'8 ottobre 1952, la stazione fu teatro del peggior incidente ferroviario della Gran Bretagna in tempo di pace, quando 112 persone vennero uccise e 340 rimasero ferite a seguito della collisione di un treno espresso scozzese contro la parte posteriore di un treno locale alla piattaforma 4. Pochi secondi dopo un espresso proveniente da nord, trainato da due locomotive, entrò in collisione con il relitto causando ulteriori danni e la demolizione di una campata della passerella all'estremità settentrionale delle piattaforme 2 e 3. Nel 2002, una targa commemorativa è stata posta sopra l'ingresso principale, sul lato orientale della stazione, per celebrare il 50º anniversario dell'incidente.

## Strutture e impianti

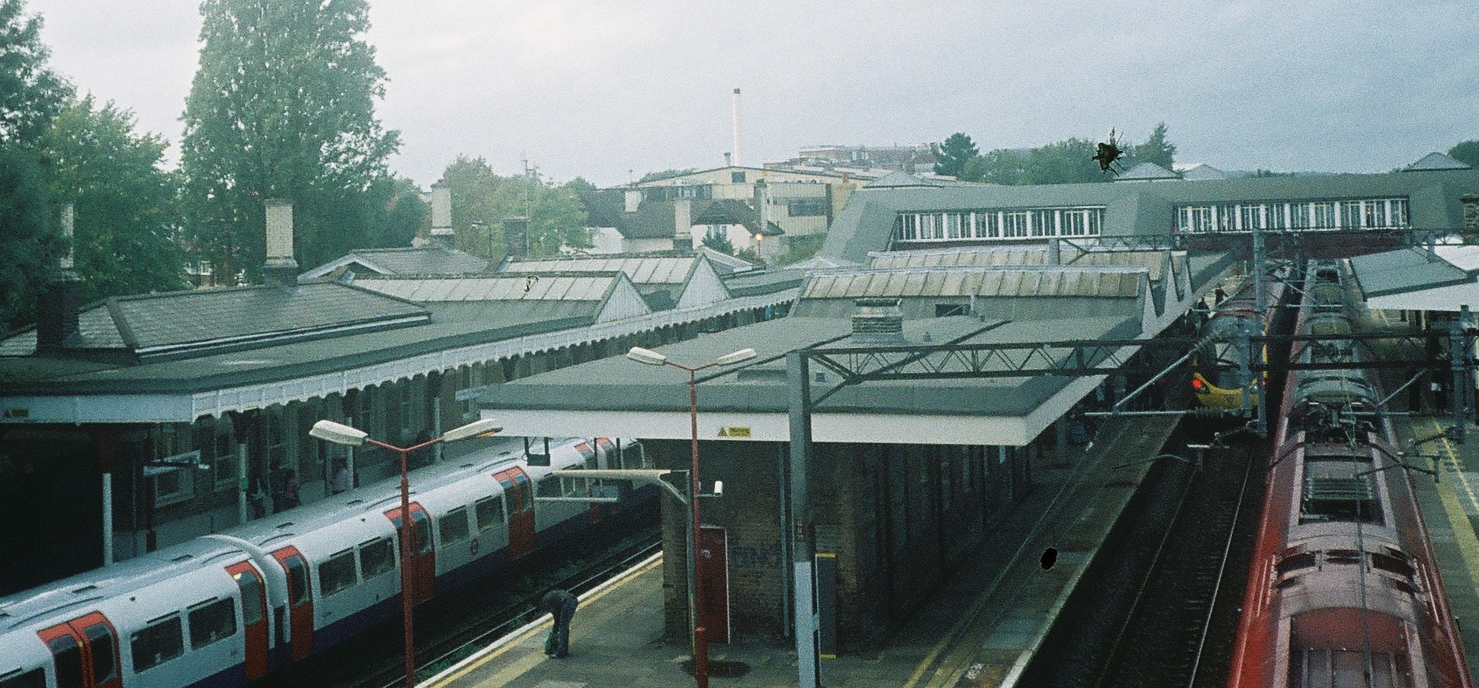
La stazione di Harrow and Wealdstone, con le piattaforme per i treni veloci in centro, per i DC elettrici a sinistra e per i treni lenti a destra.

La stazione ha subito diversi miglioramenti degli ultimi anni, con la rimozione della barriera centrale, sulla passerella (che collega entrambi gli ingressi a tutte le piattaforme) per consentire l'utilizzo della larghezza piena, un nuovo ascensore per i portatori di handicap, e un nuovo impianto di illuminazione nella sala d'attesa. Negli ultimi anni il doppio binario d'inversione (utilizzato per trasformare i treni della linea Bakerloo e, occasionalmente, per i treni della linea DC) che si trovava tra i binari della linea DC a lato all'estremità settentrionale della stazione, è stato sostituito da un unico binario di raccordo.
Sono stati installati distributori per la vendita dei biglietti, presso entrambi gli ingressi, in aggiunta agli esistenti sportelli di vendita.
I treni veloci transitano, senza fermarsi, alle piattaforme 3 e 4; l'accesso a queste piattaforme è ormai regolato da personale che le apre quando necessario. Le linee Southern e London Midland, con fermata, in genere utilizzano le piattaforme 5 e 6 delle linee lente, ma tutti i treni possono utilizzare questa coppia di piattaforme quando necessario, dal momento che le quattro piattaforme delle linee principali sono stati allungate per l'accesso dei treni a 12 carrozze. La piattaforma 2 sulla linea DC è stata insolitamente mantenuta ad una lunghezza di 182 metri, anziché la solita lunghezza della linea DC di circa 125 metri, abbastanza lunga per un treno a 8 carrozze; Nelle rare occasioni, dei precedenti anni, di chiusura totale delle linee veloci e lente, i treni principali sono stati deviati sulla linea DC tra Watford Junction ed Euston, ma senza fermarsi nelle stazioni intermedie.

## Movimento
La stazione è servita dai treni della linea Bakerloo della metropolitana di Londra (di cui è capolinea) e dai treni della linea Watford DC della London Overground, transitanti lungo la linea ferroviaria omonima. È servita anche da treni di Southern e di London Northwestern Railway.
Il servizio della London Overground prevede, negli orari di morbida, quattro treni all'ora per direzione (verso Euston e verso Watford Junction).
London Northwestern Railway effettua due treni all'ora in direzione di Tring e due in direzione di Euston; Southern, infine, effettua un treno all'ora in direzione di Milton Keynes Central e uno in direzione di East Croydon (via Clapham Junction).

## Interscambi
Nelle vicinanze della stazione effettuano fermata numerose linee automobilistiche, gestite da London Buses.
- Fermata autobus